# 현대 i20 N 랠리1

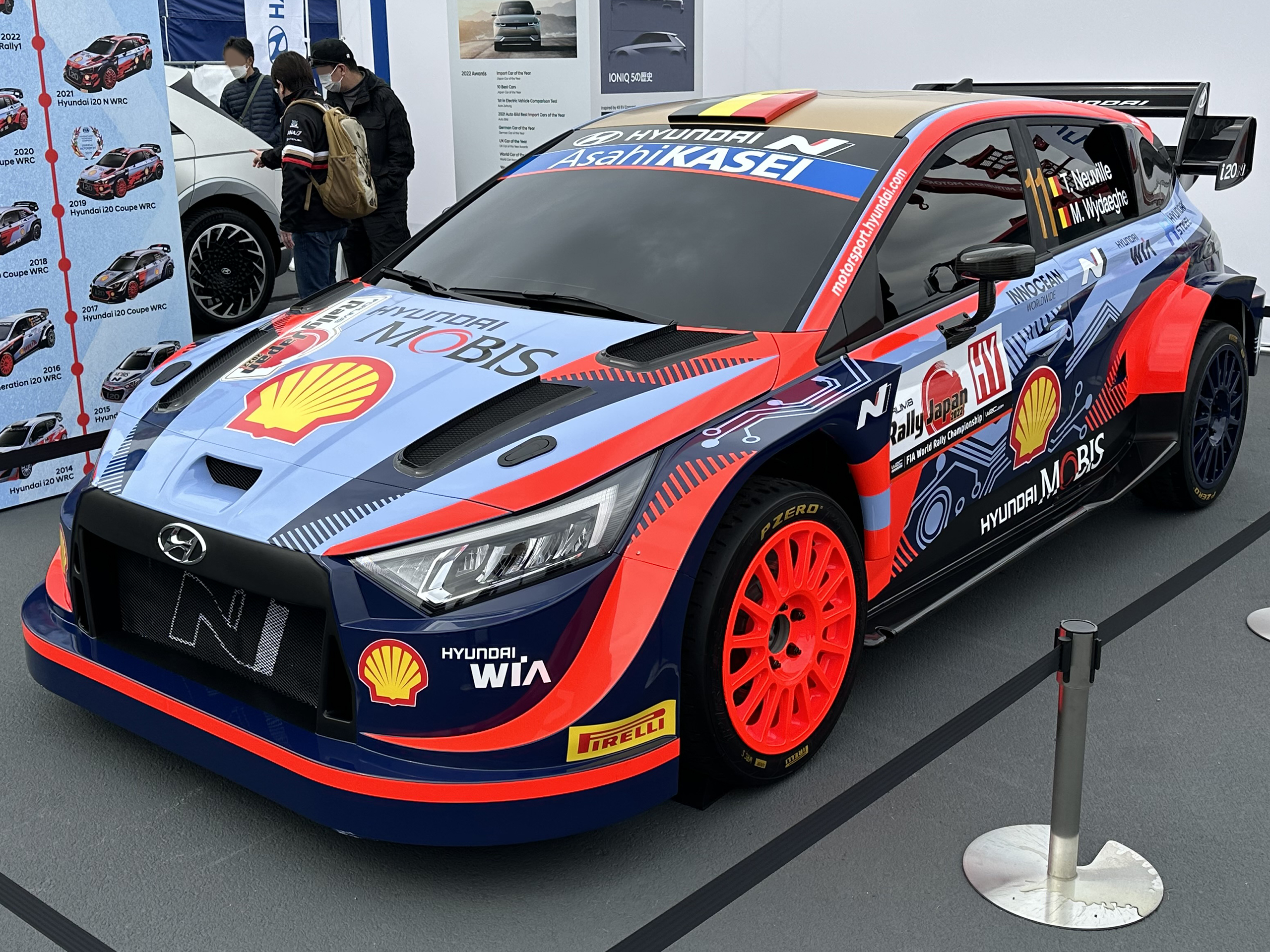

현대 i20 N 랠리1(Hyundai i20 N Rally1)은 2022년부터 현대 모터스포츠가 제조하여 월드 랠리 챔피언십에 출전 중인 랠리1 차량이다. 현대 i20 N 생산차를 바탕으로 제작되었으며 2021년 5월 프랑스에서 테스트 중인 차량이 처음 공개되었다.